# Джованні Аньєллі (1866—1945)
Джов́анні Аньє́ллі (італ. Giovanni Agnelli; 13 серпня 1866 — 16 грудня 1945) — італійський промисловець, засновник концерну «ФІАТ» (1899).